# La Canela
La Canela ist eine Ortschaft und eine Parroquia rural („ländliches Kirchspiel“) im Kanton Palanda der ecuadorianischen Provinz Zamora Chinchipe. Die Parroquia besitzt eine Fläche von 238,3 km². Die Einwohnerzahl lag im Jahr 2010 bei 355. Im April 2015 betrug die Einwohnerzahl 539. Die Parroquia wurde am 4. Dezember 2008 gegründet.

## Lage
Die Parroquia La Canela liegt in der Cordillera del Cóndor im Südosten von Ecuador. Der Hauptort liegt auf einer Höhe von 1500 m, 20 km ostnordöstlich des Kantonshauptortes Palanda. Das Areal wird über den Río Vergel nach Westen zum Río Numbala entwässert.
Die Parroquia La Canela grenzt im nördlichen Osten an die Parroquia Nuevo Paraíso (Kanton Nangaritza), im südlichen Osten an Peru, im Süden und im Südwesten an die Parroquia Chito (Kanton Chinchipe), im südlichen Westen an die Parroquia San Francisco del Vergel, im nördlichen Westen an die Parroquia El Porvenir del Carmen.

## Ökologie
Der äußerste Osten der Parroquia liegt innerhalb der Reserva Biológica Cerro Plateado.